# Pingtan, Chongqing
Pingtan (kinesiska: 平滩) är en köping i sydvästra Kina. Den ligger i stadsdistriktet Tongliang i storstadsområdet Chongqing, omkring 74 kilometer nordväst om det centrala stadsdistriktet Yuzhong. Antalet invånare är 30 816. Befolkningen består av 15 112 kvinnor och 15 704 män. Barn under 15 år utgör 20,0 %, vuxna 15-64 år 64 %, och äldre över 65 år 15,0 %.